# Вуд, Леа
Ле́а Вуд (англ. Leah Wood; 22 сентября 1978, Лос-Анджелес, Калифорния, США) — британская фотомодель и певица.

## Биография
Леа Вуд родилась 22 сентября 1978 года в Лос-Анджелесе (штат Калифорния, США) в семье музыканта Ронни Вуда (род.1947) и фотомодели Джо Вуд (род.1955), которые были женаты в 1985—2011 годах. У Леи есть младший брат — Тайрон Вуд (род.1983), а также два старших брата — Джейми Вуд (род. 1973) по матери и Джесси Вуд по отцу (род. 1976).
В настоящее время Леа проживает в Лондоне (Англия, Великобритания) вместе со своей семьёй.

## Карьера
Леа начала свою карьеру в качестве фотомодели в начале 1990-х годов, появившись в различных газетах и журналах.
Затем Леа занималась музыкой и выпустила три сингла: «Contact High» (2005), «Orbit» (2006) и «Good Thing». Вместе со своей группой Вуд гастролировала с Дэвидом Боуи.
Леа поддержала Global Cool climate change campaign наряду со своей матерью, Леонардо Ди Каприо, Орландо Блумом, «Scissor Sisters», «Kasabian», Хизер Грэм, Розарио Доусон и многими другими[уточнить].

## Личная жизнь
С 21 июня 2008 года Леа замужем за финансистом Джеком Макдональдом. У супругов есть двое детей — дочь Мэгги Дилан Макдональд (род.20 мая 2009) и сын Отис Санни Дэвид Макдональд (род.26 мая 2014).